# 彭布羅克 (紐約州)
彭布羅克（英語：Pembroke）是一個位於美國紐約州傑納西縣的鎮。

## 人口
根據2020年美國人口普查的數據，彭布羅克的面積為108.05平方千米，當中陸地面積為107.81平方千米，而水域面積為0.23平方千米。當地共有人口4264人，而人口密度為每平方千米39人。